# Orden Hospitalaria de San Juan de Dios
La Orden Hospitalaria de San Juan de Dios (en latín Ordo Hospitalarius Sancti Ioannis de Deo) es una orden mendicante, de confesionalidad católica, dedicada a actividades sin ánimo de lucro dentro del ámbito sociosanitario en todo el mundo. Fue fundada en 1572 por discípulos de san Juan de Dios . Sus miembros son conocidos como juaninos, juandedianos, hermanos hospitalarios o hermanos de San Juan. San Juan de Dios actualmente es el patrón de los enfermos, los enfermeros, hospitales y bomberos, y copatrón de la ciudad de Granada.La orden en 2023 contaba con presencia en los 5 continentes, 53 países, en 400 centros de atención sanitaria con más de 39.000 camas. con más de 65.080 profesionales de la salud que prestan más de 24 millones de servicios médicos cada año, y para ello cuenta con 983 Hermanos y más de 23.000 voluntarios/as.

## Historia

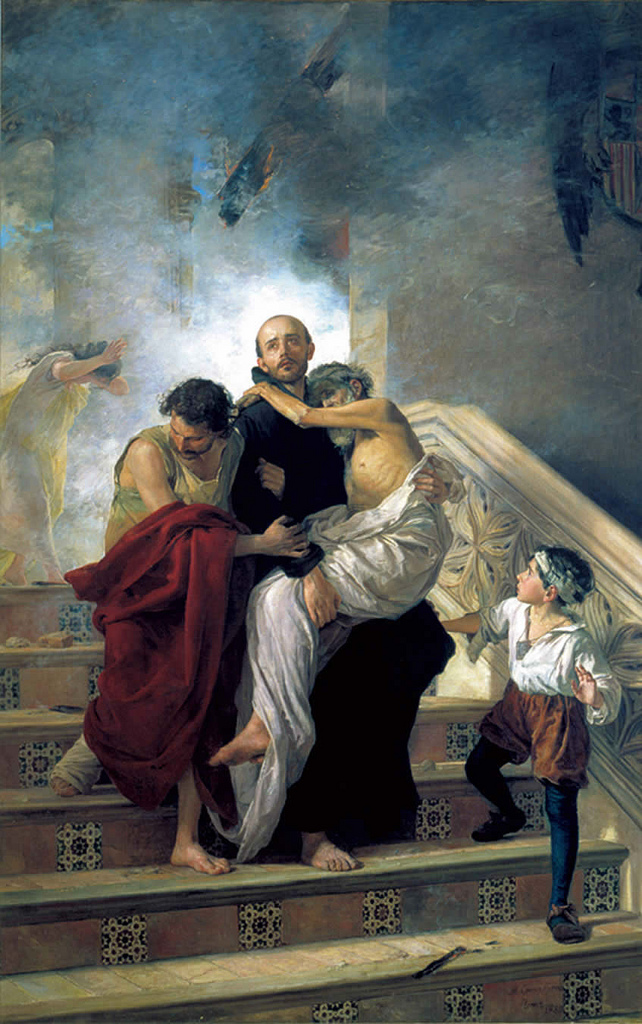
Juan de Dios salvando a los enfermos del incendio del Hospital Real de Granada, obra de Manuel Moreno González (1880), conservada en el Museo de Bellas Artes de Granada.

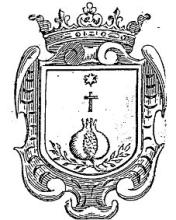
Escudo original de la orden impreso en un manuscrito del.

Inicialmente san Juan de Dios un santo portugués de la Iglesia católica, que fue enfermero que fundó el primer hospital moderno en Granada España, un nuevo modelo asistencial de personas enfermas y vulnerables, dignificándolas con un trato más humano y respetuosos de la dignidad humana, que el que recibían en aquel entonces.
Tras su muerte en 1550 sus primeros compañeros se trasladan a lo hoy es el Hospital de San Juan de Dios en Granada. Su fama de santidad se extendió [cita requerida] (fue beatificado en 1630 y canonizado en 1690), con lo que numerosos particulares decidieron seguir su ejemplo o vincular miembros de la Orden a sus propias fundaciones, adaptándolas a la regla del hospital de Granada. 
En 1552 el hermano Antón Martín llega a Madrid, donde no sólo recibe cuantiosas limosnas, sino también el ofrecimiento para fundar un hospital: el Hospital Nuestra Señora del Amor de Dios. fundó el hospital de San Juan de Dios de Madrid. Pedro Pecador fundó el de Sevilla y Frutos de San Pedro el de Lucena (1565). Luego, siguieron los hospitales en Utrera (1567), Jerez de la Frontera (1568), Córdoba y Sevilla (1570) y después se extendieron por toda España. 
El Marqués de Mondéjar y de D. Juan de Austria solicitó a los hermanos hospitalarios que participen como enfermeros en la Guerra de las Alpujarras (1568-1571) y en la batalla de Lepanto (1571), donde atendieron tanto a cristianos como moriscos y otomanos. Luego amplían su misión vía las expediciones navales, y se hacen presentes en los lugares que sufren epidemias o necesidades sociales, continuando su labor por todo el mundo hasta la actualidad.

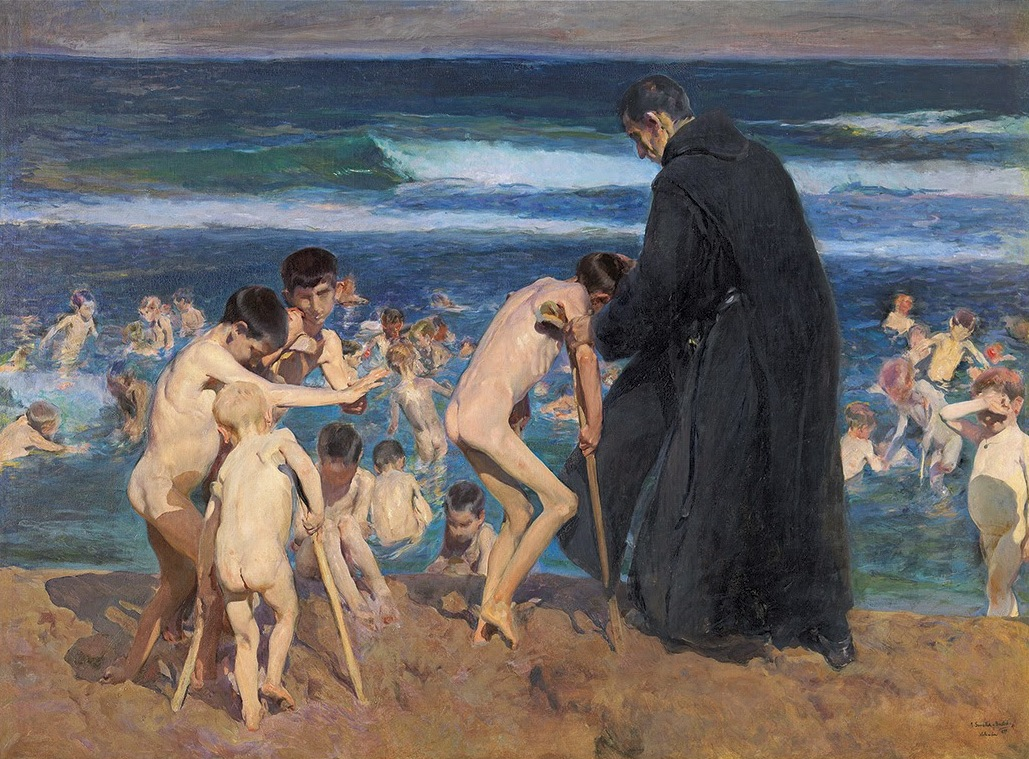
Triste herencia (1899), de Joaquín Sorolla. La pintura muestra diferentes niños afectados de varios tipos de incapacidad que se disponen a tomar un baño en el mar ayudados por un religioso de la Orden de San Juan de Dios.

La orden fue galardonada con el Premio Princesa de Asturias de la Concordia 2015.

## Instalaciones

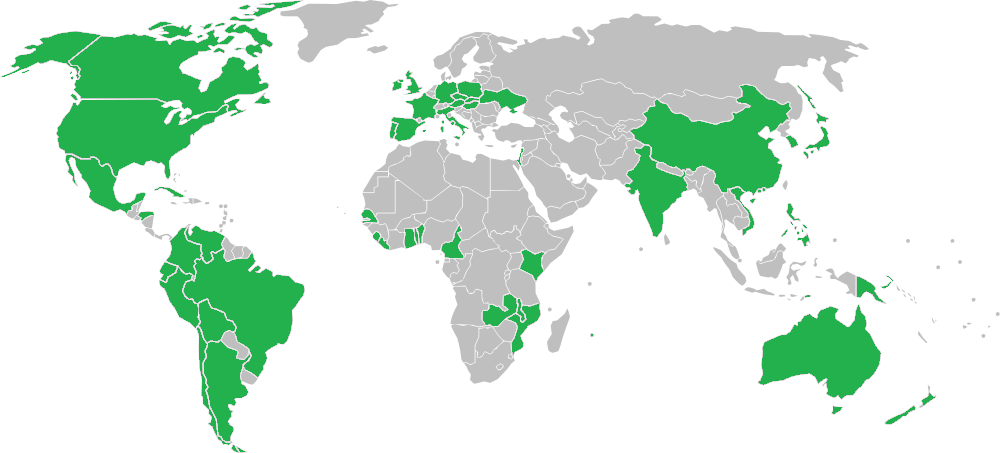
La Orden Hospitalaria de San Juan de Dios en el mundo.

- América: Argentina, Bolivia, Brasil, Canadá, Chile, Colombia, Cuba, Ecuador, Estados Unidos, Honduras, México, Perú, Venezuela, El Salvador
- Europa: Alemania, Austria, Ciudad del Vaticano, Eslovaquia, España, Francia, Hungría, Irlanda, Italia, Polonia, Portugal, Reino Unido, República Checa, Ucrania.
- África: Benín, Camerún, Ghana, Kenia, Liberia, Malaui, Mauricio, Mozambique, Senegal, Sierra Leona, Togo, Zambia.
- Asia: China, Corea del Sur, Filipinas, India, Israel, Japón, Timor Oriental, Vietnam.
- Oceanía: Australia, Nueva Zelanda, Papúa Nueva Guinea.

## Superiores Generales de la Ordenunificada
- Pietro Soriano (1587-1588)
- Giovanni Mendez (1589-)
- Paolo Gallo (1596-1602)
- Agostino Kyrieleison (1602-1605)
- Benedetto Menni (1911-1912)
- Agostino Koch (1912-1919)
- Celestino Castelletti (1919-1921)
- Raphaël Meyer (Vicario General: 1921-1922) (1922-1928)
- Faustino Calvo (1928-1934)
- Narciso Durchschein (1934-1939)
- Ephren Blandeau (1939-1953)
- Mosè Bonardi (1953-1959)
- Higinio Aparicio (1959-1970)
- Alfonso Gauthier (1970-1976)
- Pierluigi Marchesi (1976-1988)
- Brian O'Donnell (1988-1994)
- Pascual Piles Ferrando (1994-2006)
- Donatus Forkan (2006-2012)
- Jesús Etayo Arrondo (2012-actualidad)

## Obra Social San Juan de Dios
La Obra Social San Juan de Dios desarrolla los programas solidarios de la Orden Hospitalaria de los Hermanos de San Juan de Dios desde sus inicios, hace más de 500 años, desarrollando programas sociales y sanitarios que mejoran las condiciones de vida de las personas que más lo necesitan, defendiendo su dignidad como ser humano y ofreciendo herramientas para que retomen las riendas de su vida 1. 

## Hermanos Hospitalarios mártires en España
71 hermanos hospitalarios fueron martirizados durante la guerra civil de España, donde 7 hermanos eran de nacionalidad colombiana. Todos ellos fueron beatificados. 

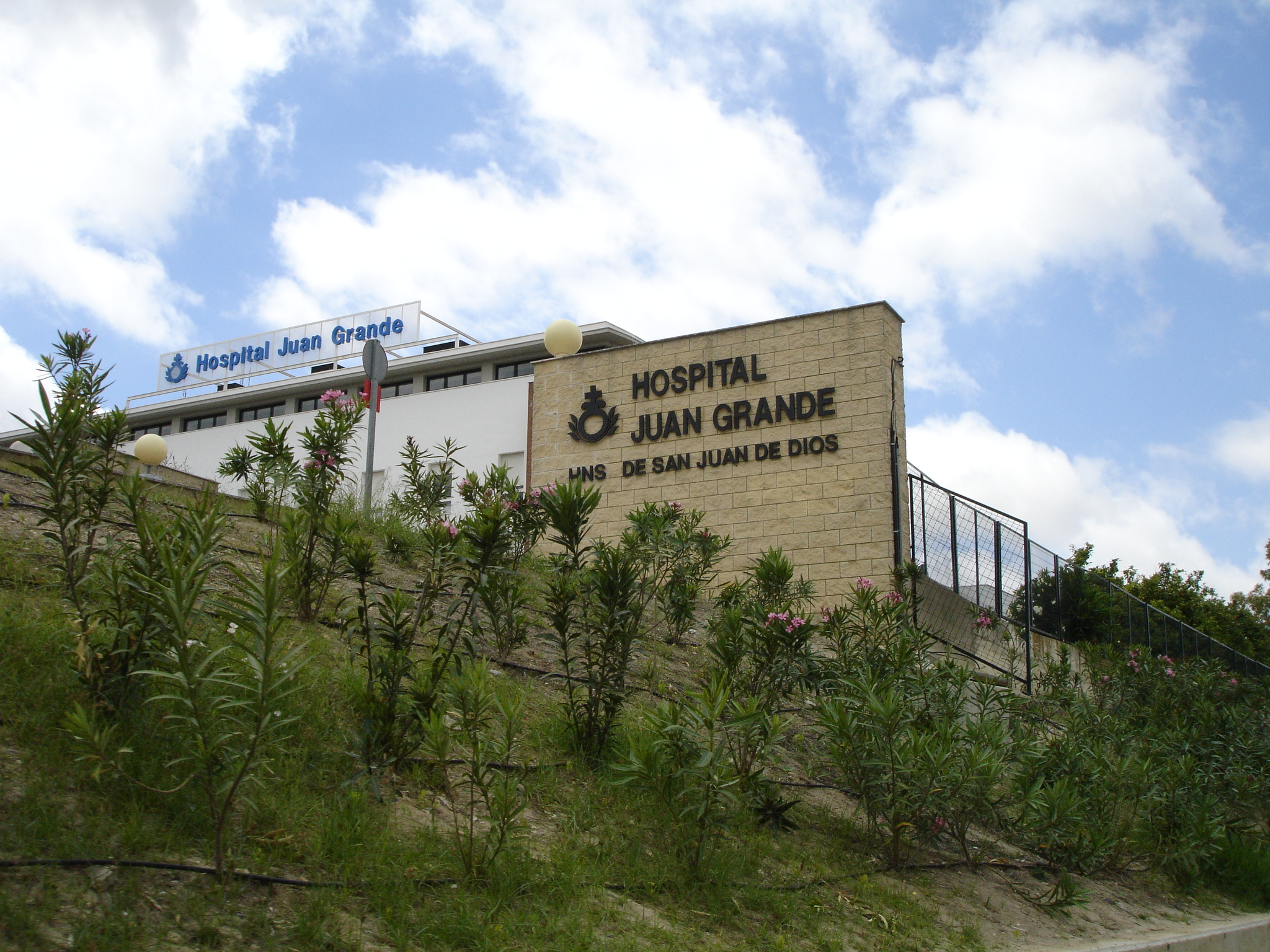
Hospital de la orden en Jerez, dedicado a San Juan Grande